# Grubišno Polje
Grubišno Polje este un oraș în cantonul Bjelovar-Bilogora, Croația, având o populație de 6.478 de locuitori (2011).

## Demografie
Componența etnică a orașului Grubišno Polje
     Croați (67,66%)
     Cehi (17,12%)
     Sârbi (8,89%)
     Maghiari (2,59%)
     Necunoscut (1,33%)
     Neclasificat (2,11%)
Componența confesională a orașului Grubišno Polje
     Catolici (84,53%)
     Ortodocși (8,8%)
     Fără religie și atei (2,47%)
     Alți creștini (1,14%)
     Necunoscută (1,73%)
     Alte religii (1,33%)
Conform recensământului din 2011, orașul Grubišno Polje avea 6.478 de locuitori. Din punct de vedere etnic, majoritatea locuitorilor (67,66%) erau croați, existând și minorități de cehi (17,12%), sârbi (8,89%) și maghiari (2,59%). Apartenența etnică nu este cunoscută în cazul a 1,33% din locuitori. Din punct de vedere confesional, majoritatea locuitorilor (84,53%) erau catolici, existând și minorități de ortodocși (8,8%), persoane fără religie și atei (2,47%) și null (1,14%). Pentru 1,73% din locuitori nu este cunoscută apartenența confesională.